# 萬大-中和-樹林線
萬大—中和—樹林線，簡稱萬大樹林線，為臺北捷運一條中運量系統路線，第一期簡稱萬大線、萬大中和線，正在興建中；第二期簡稱樹林線、新北樹林線，已完成細部設計，正在興建中。臺北市政府規劃萬大線並延伸服務雙和地區、原台北縣政府規劃樹林捷運建設計畫，兩條獨立路線規劃成果分別提送審查，經中華民國交通部發函指示臺北市政府捷運工程局將樹林捷運併入萬大線辦理，合稱萬大-中和-樹林線，將之串連以提供萬大-土城-樹林間的捷運服務。在臺北市中正區中正紀念堂站可與淡水信義線及松山新店線轉乘，在新北市中和區莒光站與泰山板橋輕軌轉乘，在新北市中和區中和站與環狀線轉乘，在新北市土城區土城站可與板南線轉乘，在新北市新莊區迴龍站可與中和新蘆線站內轉乘、規劃中的桃園捷運棕線站外轉乘。全線通車後將形成一條半環線，並完成三環六線當中的第二環。

## 歷史

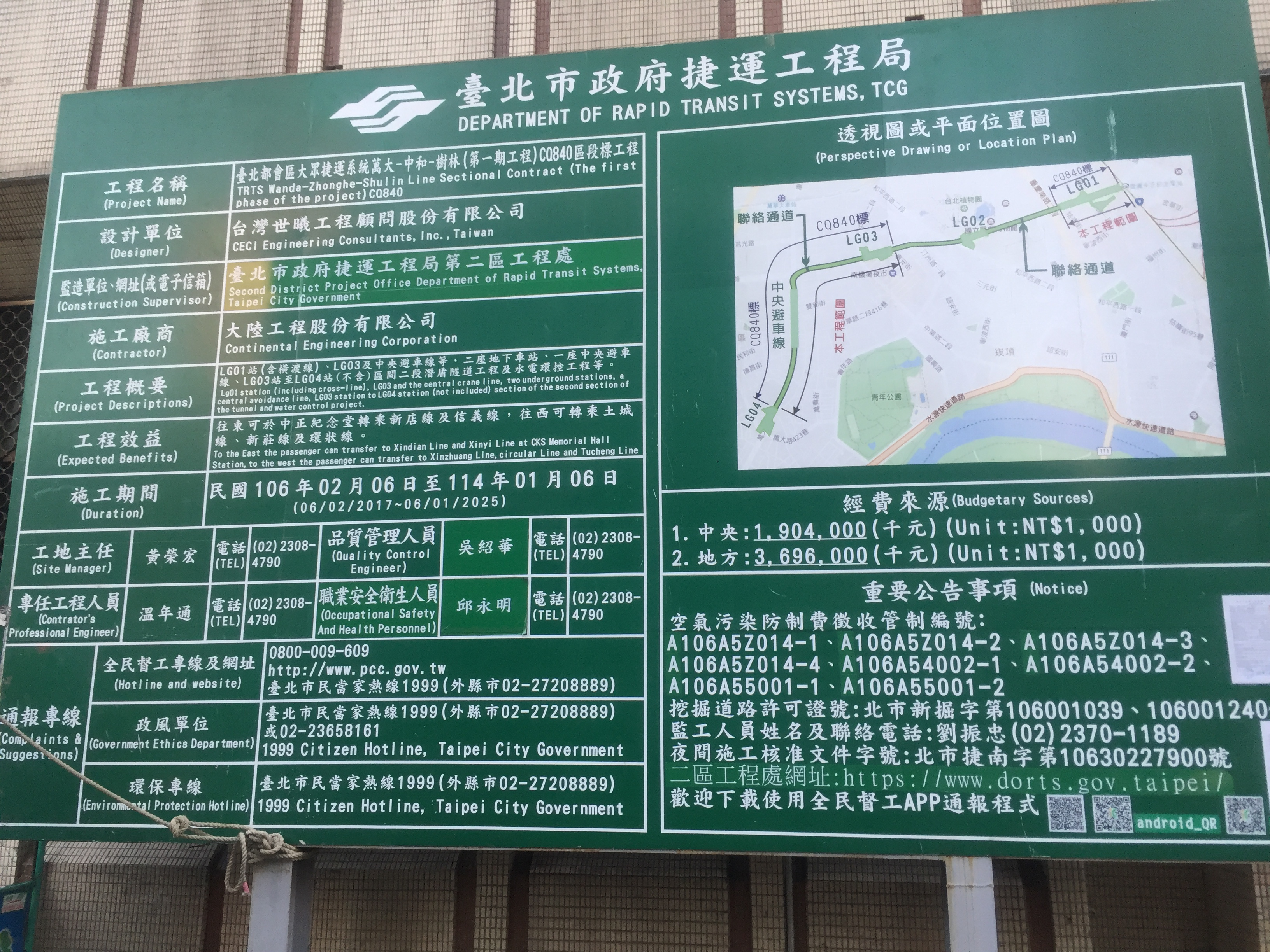
萬大-中和-樹林線第一期工程中正紀念堂車站前之告示牌

### 計畫背景
根據台北市政府捷運局在2001年製作的交通量調查報告，萬華地區聯外道路在尖峰時段往台北市區的車流量大，造成其道路服務水準大多在D級以下而表明該路段常處在壅塞情況。而台北縣政府也在2001年調查道路車流量時，毅然發現樹林地區的相關道路服務水準在上下午尖峰時段大多是D級以下，因此也能顯示其道路需求已接近道路容量。萬大和樹林地區雖有提供公車運輸服務，但在實際營運上卻亟待改善，尤其是樹林地區的公車因為班次不多，再加上在尖峰時段已形成較大車流量，因此樹林地區公車在以平均可搭載50名乘客來看，僅可發揮40%運能。
在鐵路運輸部分，住在樹林地區民眾可以利用台鐵前往台北市區，尤其是樹林車站在2001年全年平均進出站人數超過1,100萬，相當於每日平均約有3萬至3.3萬人使用該車站。另外台鐵縱貫線的台北至板橋路段在可容納287班次時，就有335班次上線營運，其利用率就高達116.72%，而板橋至桃園路段在可容納211班次時，就有222班次上線營運，其利用率也超過100%，由此可見在這些路段的班次容量已達負荷而增加列車調度的困難性。

### 計畫歷程
- 2002年
  - 3月：臺北市政府捷運工程局完成「萬大地區設置捷運系統可行性分析報告」。
  - 12月：臺北縣政府完成「樹林地區規劃捷運系統可行性研究報告」。
- 2004年
  - 6月：開始進行萬大-中和-樹林地區捷運系統走廊研究規劃。
- 2005年
  - 5月18日：規劃案在萬華區路段僅辦理一次公聽會。
- 2006年
  - 1月2日：規劃案期末報告書初稿審查會議結論－輕軌捷運系統，總經費561億元。
  - 3月16日：承辦單位到萬華區公所簡報說明－輕軌捷運系統，總經費561億元。
  - 4月：報告書製作完成，改為中運量捷運系統，總經費729億元。
  - 5月18日：行政首長到萬華區政說明會，新聞稿發佈－預計下週提報交通部核定，並建議採獨立路權的輕軌捷運系統，總經費561億元。
  - 5月24日：規劃案報告書提報交通部核定，建議採用中運量捷運系統，總經費729億元。
  - 9月14日：交通部函復臺北市政府捷運工程局審查意見。
- 2007年
  - 11月19日：臺北市政府捷運工程局才補充說明回覆交通部。
  - 12月21日：捷運局補正資料送行政院環境保護署。
- 2008年
  - 1月14日：環保署召開第二次初審會議，會議決議須就環評委員及相關單位所提意見補充修正後再提送環保署進行第三次審查。
  - 1月31日：交通部函送第二次規劃報告審查意見，捷運局刻正修正資料，俟完成後將再報請交通部審議。
  - 4月28日：臺北市政府捷運工程局完成環評補正資料提送環保署。
  - 5月12日：環保署召開專案小組第三次初審會議，會中決議俟捷運局提送補正資料後，逕提大會審議。
  - 6月12日：臺北市政府捷運工程局依交通部第二次審查意見，予以回復說明。
  - 6月16日：臺北市政府捷運工程局依第三次環評初審會議審查意見，完成資料補正，並提供送環保署審查。
  - 7月2日：本案環境影響說明書於環保署環境影響評估審查委員會第168次會議有條件通過。
  - 8月19日：交通部函送第三次規劃報告審查意見予臺北市政府捷運工程局，該部認為應補行可行性研究報告書報核程序後，再循序陳報綜合規劃報告。
- 2009年
  - 4月30日：交通部召會審查，臺北市政府捷運工程局依審查意見修正後，於2009年5月8日陳報交通部。
  - 5月15日：交通部核轉行政院審議，建議採用中運量捷運系統，總經費898.59億元。
  - 12月7日：行政院經濟建設委員會「原則同意」萬大線，第一期工程為中正紀念堂－莒光（金城機廠），長約9.5公里，將設九個地下車站與一座機廠，預計在2018年通車，為台北捷運第二期新建路線，完成將達成167.4公里、42站，將依程序將提報行政院正式核定「原則同意」。
  - 12月24日：行政院經建會以最速件提報行政院秘書長林中森審核。
- 2010年
  - 2月12日：行政院核定本計畫案“總經費898.59億元”。
- 2011年
  - 1月3日：捷運工程局土建處發文字號：100.01.03北市捷土字第09934210900號 / 土建主體工程分為4個區段標，預計於101年底陸續進行招標作業。
  - 5月2日：交通部部長毛治國說，已經與相關單位達成共識，萬大線可望在今年八月提前動工；而新北市政府交通局也當場宣布，將萬大線第二階段規畫案提早到明年初送交通部核准，希望兩個階段能夠一起通車。
  - 5月18日：交通部長毛治國與立法院交通委員會5月17日到樹林、鶯歌地區，毛治國當場允諾捷運中和至樹林段提前自2011年8月動工。
  - 9月14日：新北市政府與臺北市政府捷運工程局在中和區召開捷運萬大線都市計畫變更說明會。
  - 11月24日：第二期工程，新北市政府也於101年試編預算將積極趕辦財務修正，期能儘早完工通車。
  - 11月25日：捷運萬大-中和-樹林線第一期工程簽約暨先期工程動土典禮臺北市萬華區於萬大路底華中河濱公園（華中橋下）台北市政府捷運工程局在中正區召開第一場都市計畫變更說明會。
- 2012年
  - 5月：捷運工程局召開第一期工程車站命名評審小組會議。
  - 萬大線先期工程動工（植栽移植）
  - 主體工程細部設計
  - 2012年9月24日施工最新進度說明[11]。
- 2013年
  - 萬大線先期工程動工中（植栽移植）。
  - 主體工程細部設計。
  - 12月31日：闢駛臺北捷運萬大樹林線先導公車開始行駛，由三重客運負責營運。
- 2014年
  - 10月28日：LG06站（中和站）動工[12]。
  - 11月8日：LG02站（植物園站）動工。
- 2015年
  - 6月3日－6月9日：LG07站（連城錦和站）、LG08站（中和高中站）公開閱覽文件。
  - 7月1日：LG07站（連城錦和站）、LG08站（中和高中站）公開招標文件，於8月21日開標。
  - 8月11日－8月17日：LG05站（永和永平國小站）公開閱覽文件。
  - 8月31日：LG07站（連城錦和站）、LG08站（中和高中站）決標，由皇昌營造得標，工程包括兩座地下車站、4段潛盾隧道、2段明挖覆蓋隧道，預定10月動工。
  - 10月2日：LG05站（永和永平國小站）公開招標文件，於11月11日開標。
  - 11月11日：LG05站（永和永平國小站）決標，由榮工工程得標,工程包括一座長210公尺地下3層車站、2段長1389公尺潛盾隧道。
  - 11月20日：LG07站（連城錦和站）、LG08站（中和高中站）動工。
  - 12月28日：LG05站（永和永平國小站）動工。
- 2016年
  - 7月22日－7月29日：LG04站（加蚋站）公開閱覽文件。
  - 8月2日－8月8日：LG01站（中正紀念堂站）、LG03站（廈安站）公開閱覽文件。
  - 11月8日：捷運萬大線台北市區CQ850A區段標29億4,500萬元順利決標，由大陸工程股份有限公司得標，位於東園街與長泰街間的LG04車站，以及LG04站至LG05站（不含）間的上下行潛盾隧道。潛盾隧道從LG04站北側起，沿萬大路直行左轉穿越臺北漁市、第一果菜批發市場及新店溪後經新北市永和區保順路至保生路之LG05站；上行隧道長度1,716公尺，下行隧道長度1,701公尺，合計3,417公尺。
  - LG04車站為地下三層車站，有三個出入口及一個連通道。其中B出入口位於東園國小共構大樓內，完工後可方便小朋友進出校園；A、C出入口分別在天主教玫瑰堂與東園街土地開發大樓內，可從萬大路東、西兩側進出車站；並在東園街長泰街增設出入口的連通道，2017年1月開工，工期七年四個月。
  - 11月23日：捷運萬大線土建工程CQ840區段標順利決標，由大陸工程股份有限公司以56億元得標，本標是萬大線臺北市區段最後決標的土建工程，2017年2月開工，工期八年。CQ840區段標工程範圍長約1.6公里，包括兩座車站－LG01站和LG03，一段橫渡線、一段中央避車線及二段潛盾隧道。
  - LG01車站在靠近羅斯福路一段之南海路地下，本站可與捷運中正紀念堂站以地下連通道銜接轉乘，位址下方有直徑1.65公尺的自來水管，是供給三重、新莊等地區五十萬戶用水的重要管線，需以不斷水制水閥特殊工法施做；南海路與南昌路另有161KV及69KV台電特高壓管線交會，整體工作環境非常艱困。
  - LG03車站所在的西藏路，下方有5公尺×3.1公尺雙孔大型雨水下水道箱涵；中央避車線在萬大路下方有1.8公尺×2.1公尺的雨水排水箱涵，因西藏路與萬大路路幅小，無法一次遷移至開挖區外，且皆須在不縮減原排水斷面原則下，及僅能於每年非防汛期施工，交通維持及施工過程極為繁雜。
  - 此外，本工區沿線道路狹小（南海路含退縮騎樓僅20公尺、西藏路30公尺、萬大路25公尺），連續壁緊貼兩旁建物的建築線且是老舊社區，民生管線（電力、電信、自來水、瓦斯）配置複雜交錯，協調管理工作繁多。
- 2017年
  - 2月12日：LG03站（廈安站）、LG04站（加蚋站）動工
  - 7月11日：台北市政府捷運工程局發布萬大線第一期站名新聞稿。
  - 10月6日：捷運萬大線CQ870標決標，由達欣工程股份有限公司得標，本標包含土建標CQ871標金城機廠及CQ872B標軌道段及莒光站站體，另外包含第一期工程全線電梯電扶梯、連城路及機廠內水電環控。
- 2018年
  - 10月17日：行政院核定第二階段財務計畫[13]。
- 2021年
  - 4月20日：開放电联车设计方案票選，共有6款，分別為「熱情活力」、「勇往直前」、「寧靜自在」、「從容不迫」、「朝氣蓬勃」、「成熟穩重」[14]。
  - 5月27日：票選結果出爐，以「朝氣蓬勃」勝出[15]。
  - 7月5日：捷運萬大線新北市區段第一條潛盾隧道貫通。
  - 8月11日：捷運萬大線台北市區段第一條潛盾隧道貫通。
- 2022年
  - 8月24日：第二階段土建標CQ890區段標樹林段順利決標，由遠揚營造得標，工程包括8座高架車站（LG14站至LG21站），全長6.6公里。[16]
  - 9月8日：捷運萬大線跨雙北市新店溪長潛盾隧道下行線貫通。[17]
  - 9月19日：第二階段土建標CQ890區段標樹林段簽約完成
  - 10月14日：第二階段土建標CQ890區段標樹林段正式動工。[18]
- 2024年3月28日萬大線二期土城段CQ880A區段動工。
- 2024年10月22日：第一輛電聯車運抵台灣萬大線金城機廠。[19]

### 預定時程
- 2026年12月31日：預定萬大-中和-樹林線第一期工程實質完工。2027年6月通車。
- 2030年12月31日：預定萬大-中和-樹林線第二期工程實質完工。2031年6月通車。

## 工程概述
萬大線分為兩期工程，第一期工程為LG01-LG08A，目前分為七個土建標，各標範圍及施工進度如下：

### 工程進度
興建中路線的預定時程，2025年7月30日更新。進度依臺北市政府捷運工程局發布為準：
| 預定通車時間 | 預定通車時間 | 路線名稱   | 區間             | 預定進度 | 實際進度 | 相較進度 | 未來營運模式     |
| ------------ | ------------ | ---------- | ---------------- | -------- | -------- | -------- | ---------------- |
| 2027年       | 06月         | 萬大樹林線 | 中正紀念堂－莒光 | 80.85%   | 80.85%   | 相等     | 中正紀念堂－莒光 |

#### 機電系統工程
由法國商阿爾斯通得標機電系統。
（臺北市政府捷運工程局資料更新至2017年7月24日）
| 機電標 | 機電內容                                   | 作業現況                                               | 預定進度 | 實際進度 | 預計完工日期 |
| ------ | ------------------------------------------ | ------------------------------------------------------ | -------- | -------- | ------------ |
| CQ810  | 電聯車、行車監控、供電、通訊、機廠維修設備 | 機電系統工程基本設計已經完成，目前正進行招標準備作業中 |          | [ 24 ]   |              |
| CQ817  | 自動收費系統                               | 目前正進行招標作業中。                                 |          |          |              |
| CQ811  | 軌道設施                                   | 目前正進行招標作業中。                                 |          |          |              |

#### 施工標
（行政院公共工程委員會更新至2025年4月底）
| 工程標       | 工程名稱                                                                       | 完成進度 | 預計完工日期 |
| ------------ | ------------------------------------------------------------------------------ | -------- | ------------ |
| CQ840標      | 包含LG01、LG03、LG03-LG04之潛盾隧道                                            | 75.98%   | 2026/09/19   |
| CQ842標      | LG02車站、LG02至LG03及LG02至LG01潛盾隧道土建工程及國語實小捷運共構大樓新建工程 | 93.87%   | 2025/09/27   |
| CQ850A區段標 | 包含LG04、LG04-LG05之潛盾隧道                                                  | 80.44%   | 2025/11/13   |
| CQ850標      | 包含LG05、LG05-LG06之潛盾隧道                                                  | 77.89%   | 2026/03/31   |
| CQ860標      | 包含LG07、LG08兩座地下車站、3段潛盾隧道及2段明挖覆蓋隧道                       | 84.03%   | 2027/08/02   |
| CQ861標      | LG06車站工程                                                                   | 80.58%   | 2026/05/27   |
| CQ870標      | 包含金城機廠、LG08A地下車站                                                    | 79.55%   | 2025/12/28   |

### 第二期工程
第二期工程目前正在興建中，台北市政府為地方主管機關，經費由中央政府和新北市政府共同負擔，總工程經費約558.81億，於2017年1月26日提送至交通部審議，由交通部鐵道局審議。
第二期路線位於新北市轄內，目前已經展開都市計畫變更及基本設計招標作業，修正計畫俟召開台北市與新北市推動會議取得共識後，循序提報中央政府審議。2018年5月2日，交通部併入前瞻基礎建設計畫第二期特別軌道預算，2025年5月5日更新，進度依臺北市政府捷運工程局發布為準。
| 預定通車時間 | 預定通車時間 | 路線名稱   | 區間                           | 預定進度 | 實際進度 | 相較進度  | 未來營運模式                                                   |
| ------------ | ------------ | ---------- | ------------------------------ | -------- | -------- | --------- | -------------------------------------------------------------- |
| 2031年       | 6月          | 萬大樹林線 | 中和高中－工程代碼LG08站／迴龍 | 37.99%   | 37.74%   | 落後0.25% | 中正紀念堂－莒光／中正紀念堂－工程代碼LG12站／中正紀念堂－迴龍 |

#### 施工標
（根據行政院公共工程委員會更新至2025年4月底）
| 工程標   | 工程內容                                       | 完成進度 | 預計完工日期 |
| -------- | ---------------------------------------------- | -------- | ------------ |
| CQ880A標 |                                                | 0.97%    | 2032/07/30   |
| CQ880B標 |                                                | 00.00%   |              |
| CQ890標  | 包含土建∕水電∕環控工程及LG14～LG21八座高架車站 | 5.13%    | 2029/03/08   |

## 路線介紹
萬大-中和-樹林線從台北市段的中正紀念堂站開始，主要沿著南海路、西藏路和萬大路下方行駛，緊接著左轉穿越第一果菜市場、第一魚類批發市場、華中橋東側穿越新店溪後到達新北市段。新北市段主要會經過永和區保順路、保生路，中和區中山路、連城路和土城區金城路，接著透過城林大橋跨越大漢溪後到達樹林區，並先後經過中華路、八德街、大安路，最後以一個右轉到新莊區中正路的迴龍站設置該路線的終點。這條路線全長22.8公里，包括地下段12.1（7.5英里）和高架段10.7（6.6英里），並設置11座高架車站和11座地下車站（含機廠一座）。
原本在2006年4月捷運局完成車站規畫初稿時，配合機廠設置及進出機廠動線，因此從LG08站開始以高架型式興建，但這段期間台北縣土城市（今新北市土城區）公所和地方民意建議將萬大線地下段延長至LG10站西南側，因此捷運局將其地下路段延伸至LG10站西南側，並從那邊改以高架路段行駛。另外捷運局也考慮到沿線道路空間不足，加上須穿越既有公路、鐵路、河流等，因此決議採用A型路權型式興建此路線。

## 車站
| 路線                | 路線   | 編號  | 名稱                | 名稱   | 與前站距 （公里） | （公里） | 站體型式 | 所在地 | 所在地 | 交會路線                  |
| 路線                | 路線   | 編號  | 中文                | 英文   | 與前站距 （公里） | （公里） | 站體型式 | 所在地 | 所在地 | 交會路線                  |
| ------------------- | ------ | ----- | ------------------- | ------ | ----------------- | -------- | -------- | ------ | ------ | ------------------------- |
| LG 萬大-中和-樹林線 |        |       |                     |        |                   |          |          |        |        |                           |
| 萬大中和線          |        | LG01  | 中正紀念堂 （南門） |        | 0.0               | 0.0      | 地下     | 臺北市 | 中正區 | 淡水信義線 · 松山新店線   |
| 萬大中和線          |        | LG02  | 植物園              |        | 0.7               | 0.7      | 地下     | 臺北市 | 中正區 | 不適用                    |
| 萬大中和線          |        | LG03  | 廈安 （南機場）     |        | 0.9               | 1.6      | 地下     | 臺北市 | 中正區 | 不適用                    |
| 萬大中和線          |        | LG04  | 加蚋                | [ 30 ] | 1.0               | 2.6      | 地下     | 臺北市 | 萬華區 | 不適用                    |
| 萬大中和線          |        | LG05  | 永和永平國小        |        | 2.0               | 4.6      | 地下     | 新北市 | 永和區 | 不適用                    |
| 萬大中和線          |        | LG06  | 中和                |        | 1.4               | 6.0      | 地下     | 新北市 | 中和區 | 環狀線                    |
| 萬大中和線          |        | LG07  | 連城錦和            |        | 0.8               | 6.8      | 地下     | 新北市 | 中和區 | 不適用                    |
| 萬大中和線          |        | LG08  | 中和高中            |        | 1.0               | 7.8      | 地下     | 新北市 | 中和區 | 不適用                    |
| 萬大中和線          |        | LG08A | 莒光                |        | 1.6               | 9.4      | 地下     | 新北市 | 中和區 | 不適用                    |
| 土城樹林線          |        | LG09  | 未                  | 未     | 1.8               | 9.6      | 地下     | 新北市 | 土城區 | 不適用                    |
| 土城樹林線          |        | LG10  | 未                  | 未     | 1.0               | 10.6     | 地下     | 新北市 | 土城區 | 不適用                    |
| 土城樹林線          |        | LG11  | 土城                |        | 1.6               | 12.1     | 高架     | 新北市 | 土城區 | 板南線                    |
| 土城樹林線          |        | LG12  | 未                  | 未     | 0.7               | 12.8     | 高架     | 新北市 | 土城區 | 板南線：永寧              |
| 土城樹林線          |        | LG13  | 未                  | 未     | 0.8               | 13.6     | 高架     | 新北市 | 土城區 | 不適用                    |
| 土城樹林線          |        | LG14  | 未                  | 未     | 1.7               | 15.3     | 高架     | 新北市 | 板橋區 | 不適用                    |
| 土城樹林線          | 樹林區 | LG14  | 未                  | 未     | 1.7               | 15.3     | 高架     | 新北市 |        | 不適用                    |
| 土城樹林線          |        | LG15  | 未                  | 未     | 0.9               | 16.2     | 高架     | 新北市 |        | 不適用                    |
| 土城樹林線          |        | LG16  | 未                  | 未     | 0.6               | 16.8     | 高架     | 新北市 |        | 不適用                    |
| 土城樹林線          |        | LG17  | 未                  | 未     | 1.0               | 17.8     | 高架     | 新北市 |        | 不適用                    |
| 土城樹林線          |        | LG18  | 未                  | 未     | 1.0               | 18.8     | 高架     | 新北市 |        | 不適用                    |
| 土城樹林線          |        | LG19  | 未                  | 未     | 1.1               | 19.9     | 高架     | 新北市 |        | 不適用                    |
| 土城樹林線          |        | LG20  | 未                  | 未     | 0.9               | 20.8     | 高架     | 新北市 |        | 不適用                    |
| 土城樹林線          |        | LG21  | 迴龍                |        | 1.0               | 21.8     | 高架     | 新北市 | 新莊區 | 中和新蘆線 · 桃園捷運棕線 |

## 使用車輛
萬大-中和-樹林線完工通車後，將使用法國阿爾斯通製中運量大都會列車，每列4節車廂，總共35列，採全自動無人駕駛模式運行。

### 沿革
2018年7月10日，由得標廠商阿爾斯通在官網公布其大都會列車造型設計草案，然而被網友戲稱這像「削鉛筆機」，不過捷運工程局在當時表示尚未定案；而後在2021年4月20日公布萬大中和樹林線的列車外觀設計及6種塗裝主題並開放大眾票選，並於同年5月27日正式發表「朝氣蓬勃」外觀塗裝設計，2024年10月22日第一台電聯車運抵台灣金城機廠。

## 意外事故
在萬大線第一階段興建時，曾先後在2021年9月28日、2022年7月13日以及2023年4月6日進行設備拆解作業時發生工安意外，有的是因為潛盾機而造成頭部重創，也有的是意外從鷹架墜落，不幸的是，這些工安意外皆斷送工人的生命。

### 文獻
- 臺北都會區大眾捷運萬大中和樹林線規劃報告書及周邊土地發展計畫案
  -  (PDF) (报告). 台北市政府捷運工程局. 2020-11-23  [2023-09-16]. （原始内容存档 (PDF)于2018-05-05） （中文（臺灣））.
  -  (PDF) (报告). 台北市政府捷運工程局. 2020-11-23  [2023-09-16]. （原始内容存档 (PDF)于2018-05-05） （中文（臺灣））.
  -  (PDF) (报告). 台北市政府捷運工程局. 2020-11-23  [2023-09-16]. （原始内容存档 (PDF)于2018-05-05） （中文（臺灣））.
  -  (PDF) (报告). 台北市政府捷運工程局. 2020-11-23  [2023-09-16]. （原始内容存档 (PDF)于2018-05-05） （中文（臺灣））.
  -  (PDF) (报告). 台北市政府捷運工程局. 2020-11-23  [2023-09-16]. （原始内容存档 (PDF)于2018-05-05） （中文（臺灣））.
  -  (PDF) (报告). 台北市政府捷運工程局. 2020-11-23  [2023-09-16]. （原始内容存档 (PDF)于2018-05-05） （中文（臺灣））.
  -  (PDF) (报告). 台北市政府捷運工程局. 2020-11-23  [2023-09-16]. （原始内容存档 (PDF)于2018-05-05） （中文（臺灣））.
  -  (PDF) (报告). 台北市政府捷運工程局. 2020-11-23  [2023-09-16]. （原始内容存档 (PDF)于2018-05-05） （中文（臺灣））.
  -  (PDF) (报告). 台北市政府捷運工程局. 2020-11-23  [2023-09-16]. （原始内容存档 (PDF)于2018-05-05） （中文（臺灣））.
  -  (PDF) (报告). 台北市政府捷運工程局. 2020-11-23  [2023-09-16]. （原始内容存档 (PDF)于2018-05-05） （中文（臺灣））.
  -  (PDF) (报告). 台北市政府捷運工程局. 2020-11-23  [2023-09-16]. （原始内容存档 (PDF)于2018-05-05） （中文（臺灣））.
  -  (PDF) (报告). 台北市政府捷運工程局. 2020-11-23  [2023-09-16]. （原始内容存档 (PDF)于2018-05-05） （中文（臺灣））.
  -  (PDF) (报告). 台北市政府捷運工程局. 2020-11-23  [2023-09-16]. （原始内容存档 (PDF)于2022-10-14） （中文（臺灣））.
  -  (PDF) (报告). 台北市政府捷運工程局. 2020-11-23  [2023-09-16]. （原始内容存档 (PDF)于2018-05-05） （中文（臺灣））.
  -  (PDF) (报告). 台北市政府捷運工程局. 2020-11-23  [2023-09-16]. （原始内容存档 (PDF)于2018-05-05） （中文（臺灣））.
  -  (PDF) (报告). 台北市政府捷運工程局. 2020-11-23  [2023-09-16]. （原始内容存档 (PDF)于2018-05-05） （中文（臺灣））.
  -  (PDF) (报告). 台北市政府捷運工程局. 2020-11-23  [2023-09-16]. （原始内容存档 (PDF)于2018-05-05） （中文（臺灣））.
- 萬大中和樹林線綜合規劃報告書
  -  (PDF) (报告). 台北市政府. 2014年10月  [2023-09-17] （中文（臺灣））.
  -  (PDF) (报告). 台北市政府. 2018年9月  [2023-09-17] （中文（臺灣））.
  -  (PDF) (报告). 台北市政府、新北市政府. 2018年10月  [2023-09-17] （中文（臺灣））.

## 外部連結
- 臺北大眾捷運股份有限公司 （页面存档备份，存于）